# 1114 Lorraine
1114 Lorraine är en asteroid i huvudbältet som upptäcktes den 17 november 1928 av den franske astronomen Alexandre Schaumasse. Dess preliminära beteckning var 1928 WA. Det fick senare namn efter det gamla europeiska kungariket Lotharingia eller Lothringen.
En oberoende upptäckt av asteroiden gjordes den 24 augusti av den italienske astronomen L. Volta.
Den tillhör asteroidgruppen Eos.
Lorraines senaste periheliepassage skedde den 30 januari 2021. Dess rotationstid har beräknats till ungefär 33 timmar.